# Katherine Griffith
Katherine Griffith, all'anagrafe Katherine Kiernan (San Francisco, 30 ottobre 1876 – Los Angeles, 17 ottobre 1921), è stata un'attrice statunitense all'epoca del muto.
Non più giovanissima, alta e imponente, le vennero affidati ruoli familiari, talvolta di arcigna zitella o di signora rigida e formale. Si ricorda per aver affiancato Mary Pickford nel ruolo di zia Polly ne Il segreto della felicità (Pollyanna), film del 1920.

## Filmografia
- College Chums, regia di Edwin S. Porter - cortometraggio (1907)
- Tangled, regia di Harry C. Mathews - cortometraggio (1912)
- Getting Even - cortometraggio (1912)
- The Way of the Transgressor, regia di Theo Frenkel - cortometraggio (1912)
- Hawkins Moves - cortometraggio (1912)
- Injuns, regia di Harry C. Mathews - cortometraggio (1913)
- Having Their Picture Took, regia di Harry C. Mathews - cortometraggio (1913)
- Tess of the D'Urbervilles, regia di J. Searle Dawley (1913)
- Snookee's Disguise - cortometraggio (1914)
- Fatty's Reckless Fling, regia di Roscoe 'Fatty' Arbuckle - cortometraggio (1915)
- From Patches to Plenty, regia di Charles Avery - cortometraggio (1915)
- Droppington's Family Tree, regia di Walter Wright - cortometraggio (1915)
- Discontent
- The Making of Maddalena, regia di Frank Lloyd (1916)
- The Wishing Lamp, regia di Harry C. Mathews - cortometraggio (1916)
- Where Is My Husband? - cortometraggio (1916)
- When the Minstrels Came to Town, regia di Harry C. Mathews - cortometraggio (1916
- The Right Car But the Wrong Berth, regia di Vin Moore - cortometraggio (1916)
- The Greater Power - cortometraggio (1916)
- Murder by Mistake, regia di Craig Hutchinson (1916)
- Heart Sick at Sea - cortometraggio (1917)
- That Dawgone Dog, regia di Richard Smith - cortometraggio (1917)
- Snow White - cortometraggio (1917)
- A Domestic Hound, regia di Hank Mann - cortometraggio (1917)
- The Little Princess, regia di Marshall Neilan (1917)
- Mothers of Men, regia di Willis Robards (1917)
- Face Value, regia di Robert Z. Leonard (1917)
- Fast Company, regia di Lynn Reynolds (1918)
- In Judgment of..., regia di George D. Baker, Will S. Davis (1918)
- The Brazen Beauty, regia di Tod Browning (1918)
- The Talk of the Town, regia di Allen Holubar (1918)
- Il cavaliere dell'Arizona (Arizona), regia di Douglas Fairbanks e Albert Parker (1918)
- Smiles, regia di Arvid E. Gillstrom (1919)
- A Yankee Princess, regia di David Smith (1919)
- The Woman Next Door, regia di Robert G. Vignola (1919)
- The Woman Thou Gavest Me, regia di Hugh Ford (1919)
- A Rogue's Romance, regia di James Young (1919)
- Rivoluzione in gonnella (The Spite Bride), regia di Charles Giblyn (1919)
- Il segreto della felicità (Pollyanna), regia di Paul Powell (1920)
- Huckleberry Finn, regia di William Desmond Taylor (1920)
- Mid-Channel, regia di Harry Garson (1920)
- They Shall Pay, regia di Martin Justice (1921)